# 7 Dywizja Górska (III Rzesza)
7 Dywizja Górska (Dywizja Bergschuh) – dywizja górska Wehrmachtu utworzona w listopadzie 1941 roku na poligonie w Grafenwöhr z przekształcenia 99 Dywizji Lekkiej. Od lutego 1942 przebywała w Laponii, gdzie była podporządkowana początkowo fińskiemu III Korpusowi, następnie XVIII Korpusowi Górskiemu. Od 1945 roku na terenie Norwegii, w okolicach Oslo dostała się do niewoli brytyjskiej. 

## Dowódcy dywizji
- generał Rudolf Konrad (listopad - grudzień 1941)
- generał Wilhelm Weiß (grudzień 1941 - styczeń 1942)
- generał Robert Martinek (styczeń - maj 1942)
- generał August Krakau  (maj - lipiec 1942)
- generał Robert Martinek (lipiec - wrzesień 1942)
- generał August Krakau (wrzesień 1942 - maj 1945)

## Struktura w 1943
- 206 pułk strzelców górskich
- 218 pułk strzelców górskich
- 99 batalion przeciwpancerny
- 99 batalion rozpoznawczy
- 79 pułk artylerii górskiej
- 99 batalion pionierów górskich
- 99 górski batalion łączności
- 54.górski batalion uzupełnień
- 54 batalion narciarski
- 99 oddział zaopatrzeniowy